# Лига африканских демократических социалистических партий
Лига африканских демократических партий (англ. League of African Democratic Socialist Parties), изначально Африканский социалистический интернационал (фр. International Socialiste Africaine), с 1988 года Африканский социалистический и демократический интернационал — объединение реформистских социал-демократических политических партий стран Африки. Задумано как интернациональный форум для умеренных африканских социалистов, провозглашавших демократический социализм единственным перспективным путём развития Африки. Поддерживает тесные отношения с Социнтерном, но не является его региональной составляющей.

## Учреждение
Создано по инициативе Социалистического интернационала, принявшего соответствующее решение на встрече в Женеве в 1976 году группой африканских социал-демократов, которых возглавлял президент Сенегала Леопольд Седар Сенгор, на тот момент вице-президент Социнтерна. Учредительный конгресс состоялся 26-28 февраля 1981 года в городе Тунис. Там же обосновалась штаб-квартира новой организации. Председателем АСИ был избран Л. С. Сенгор, почётным председателем — Хабиб Бургиба.
Участвовавшие в конгрессе представители партий приняли программные документы, содержавшие изложение принципов и задач объединения — Хартию Африканского социнтерна и Тунисскую декларацию. Среди прочего, в Хартии указывалось, что идейной основой новой организации является демократический социализм, отвергающий концепцию классовой борьбы как не соответствующую «традиционным структурам африканского общества».

## Состав
Сенгору не удалось собрать все идеологически близкие партии Африки. В состав Африканского социалистического интернационала тогда вошло 10 партий: Народная прогрессивная партия Гамбии, Национальная народная партия Ганы, Народное объединение за прогресс (Джибути), Истикляль (Марокко), Маврикийская социал-демократическая партия и Маврикийская лейбористская партия, Социалистическая партия Сенегала, Сомалийская революционная социалистическая партия, Суданский социалистический союз, Социалистическая дустуровская партия Туниса. Состав менялся в результате военных переворотов и присоединения новых членов, в том числе таких, как Национально-демократическая партия, Новая партия Вафд и Социалистическая партия труда (все — Египет), Коморский союз за прогресс, Боевое социалистическое движение (Маврикий), Национальный союз за независимость и революцию (Чад).

## Противоречия
Декларируя социал-демократическую ориентацию, на деле Африканский социнтерн оказался собранием весьма разнородных партий, при этом, как правило, далёких от демократического социализма: как правящих партий авторитарных однопартийных режимов Судана, Туниса, Джибути, Чада и Сомали (последняя вообще декларировала марксизм-ленинизм), так и заметно поправевшей марокканской Партии независимости (Истикляль) или изначально правоконсервативной маврикийской партии, являющейся социал-демократической только в названии. Фактически, единственным, что их объединяло (и отличало от большинства африканских социалистических сил), была их равноудалённость от СССР. Советская пресса объявила интернационал союзом буржуазных и оппортунистических партий, задуманным в Западной Европе и созданным в Дакаре и Тунисе.